# Cantonul Riez
Cantonul Riez este un canton din arondismentul Digne-les-Bains, departamentul Alpes-de-Haute-Provence, regiunea Provence-Alpes-Côte d'Azur, Franța.

## Comune
- Allemagne-en-Provence
- Esparron-de-Verdon
- Montagnac-Montpezat
- Puimoisson
- Quinson
- Riez (reședință)
- Roumoules
- Sainte-Croix-du-Verdon
- Saint-Laurent-du-Verdon